# 蔡庆
蔡庆，小说《水浒传》中人物，河北人氏，蔡福的弟弟，和哥哥同是大名府牢狱的押狱和刽子手。因生来爱戴一枝花，而人称“一枝花”。因与哥哥一起照顾过狱中的卢俊义，在宋江率兵打败大名府救出卢俊义等人之后，兄弟俩归顺了梁山。受招安后，参与了征辽和讨方腊，最后被封为武奕郎。

## 人物趣事
在张顺夜伏金山寺 宋江智取润州城这一回中蔡庆被列为正将行列：

第三拨船上，便差十员正将管领，也分作两船进发。那十个：
史进，雷横，杨雄，刘唐，蔡庆，
张清，李逵，解珍，解宝，柴进。

## 影视形象
- 1998年央视版《水浒传》：陈长龙
- 2011年版《水浒传》：郑锡龙